# Hóquei no gelo nos Jogos Olímpicos de Inverno da Juventude de 2012
As competições de hóquei no gelo nos Jogos Olímpicos de Inverno da Juventude de 2012 foram realizadas no OlympiaWorld Innsbruck, em Innsbruck, Áustria, de 13 a 22 de janeiro. Além dos torneios masculino e feminino, houve um desafio de habilidades para cada sexo que também distribuiu medalhas.

## Calendário
| Janeiro        | 13 | 14 | 15 | 16 | 17 | 18 | 19 | 20 | 21 | 22 |
| -------------- | -- | -- | -- | -- | -- | -- | -- | -- | -- | -- |
| Hóquei no gelo |    |    |    |    |    |    | 2  |    |    | 2  |

|  | Dia de competição |  | Dia de final |

## Eventos
- Torneio feminino
- Torneio masculino
- Desafio de habilidades (masculino e feminino)

## Equipes qualificadas

### Torneio de Seleções
| Masculino - AUT Áustria (país-sede) - CAN Canadá - USA Estados Unidos - FIN Finlândia - RUS Rússia | Feminino - GER Alemanha - AUT Áustria (país-sede) - KAZ Cazaquistão - SVK Eslováquia - SWE Suécia |

### Desafio de habilidades
| Masculino - AUS Sam Hodic - AUT Stephan Gaffal (representante do país-sede) - BLR Alexei Dashkevich - CHN Liu Qing - KOR Ji Hyun Cho - CRO Matija Milicic - SLO Cuvan Primoz - ESP Paul Cerda - FRA Thibaut Colombin - GBR Lewis Hook - HUN Attila Kovacs - JPN Seiya Furukawa - LAT Augusts Vasilonoks - NZL Callum Burns - NED Guus Simons - ROM Andrei Sotir | Feminino - AUS Sharnita Crompton - AUT Victoria Hummel (representante do país-sede) - BEL Renee De Wolf - CHN Jiayue Sun - KOR Yeon Jung Lee - SLO Ursa Pazlar - ESP Irene Senac - FRA Morgane Rihet - GBR Kathrine Gale - HUN Fanni Gasparics - ITA Agnese Tartaglione - NZL Libby Jean Hay - JPN Akane Deguchi - NED Julie Zwarthoed - ROM Noemi Ballo |

## Medalhistas

### Masculino
| Evento                          | Ouro                                             | Prata                                | Bronze                              |
| ------------------------------- | ------------------------------------------------ | ------------------------------------ | ----------------------------------- |
| Torneio masculino detalhes      | Finlândia                                        | Rússia                               | Canadá                              |
| Desafio de habilidades detalhes | Augusts Valdis Vasilonoks · Letônia \| 22 pontos | Attila Kovacs · Hungria \| 21 pontos | Seiya Furukawa · Japão \| 19 pontos |

### Feminino
| Evento                          | Ouro                                         | Prata                                  | Bronze                                     |
| ------------------------------- | -------------------------------------------- | -------------------------------------- | ------------------------------------------ |
| Torneio feminino detalhes       | Suécia                                       | Áustria                                | Alemanha                                   |
| Desafio de habilidades detalhes | Julie Zwarthoed · Países Baixos \| 22 pontos | Fanni Gasparics · Hungria \| 19 pontos | Sharnita Crompton · Austrália \| 17 pontos |

## Quadro de medalhas
| Ordem | País                | Medalha de ouro | Medalha de prata | Medalha de bronze |    | Ordem por total |
| ----- | ------------------- | --------------- | ---------------- | ----------------- | -- | --------------- |
| 1     | Finlândia (FIN)     | 1               | 0                | 0                 | 1  | 2               |
| 1     | Letônia (LAT)       | 1               | 0                | 0                 | 1  | 2               |
| 1     | Países Baixos (NED) | 1               | 0                | 0                 | 1  | 2               |
| 1     | Suécia (SWE)        | 1               | 0                | 0                 | 1  | 2               |
| 5     | Hungria (HUN)       | 0               | 2                | 0                 | 2  | 1               |
| 6     | Áustria (AUT)       | 0               | 1                | 0                 | 1  | 2               |
| 6     | Rússia (RUS)        | 0               | 1                | 0                 | 1  | 2               |
| 8     | Austrália (AUS)     | 0               | 0                | 1                 | 1  | 2               |
| 8     | Canadá (CAN)        | 0               | 0                | 1                 | 1  | 2               |
| 8     | Alemanha (GER)      | 0               | 0                | 1                 | 1  | 2               |
| 8     | Japão (JPN)         | 0               | 0                | 1                 | 1  | 2               |
| Total | Total               | 4               | 4                | 4                 | 12 | -               |